# Università della Valle d'Aosta
L'Università della Valle d'Aosta (in francese: Université de la Vallée d'Aoste) è un'università non statale promossa da un ente pubblico. È stata fondata nel 2000 ad Aosta.

## Sede
La sede del rettorato e degli uffici amministrativi è situata sulla collina di Aosta, nell'edificio dell'antico seminario minore (in francese, petit séminaire). Fino all'inaugurazione del nuovo campus è stata la sede principale e ha ospitato anche i corsi di studio di lingue e comunicazione, scienze della formazione e psicologia.
L'ateneo ha avuto una sede secondaria per i corsi di economia e di scienze politiche nel comune di Saint-Chistophe, inaugurata nell'anno accademico 2007/2008 e chiusa al termine dell'anno accademico 2023/24.
A partire dall'anno accademico 2024/25 tutti i corsi di laurea hanno trovato collocazione all'interno del nuovo campus universitario sito in centro città, riservando l'antico seminario al rettorato e agli uffici amministrativi.

## Storia
L'edificio dell'Università fu inaugurato nel gennaio 1999, a cui fece seguito la fondazione dell'ente, il 18 settembre 2000. L'autorizzazione del Ministero dell'istruzione, dell'università e della ricerca a rilasciare titoli accademici fu concessa il 31 ottobre 2000, mentre i primi corsi furono attivati nell'anno accademico 1999/2000.
L'istituzione dell'Università ha fornito un'ulteriore risposta alle esigenze del particolarismo linguistico e culturale valdostano. In seguito all'introduzione dell'obbligo del titolo di laurea per poter esercitare la professione di maestro elementare, si è reso necessario un ateneo che oltre alla normale formazione degli insegnanti elementari, garantisse la formazione linguistica per poter insegnare il francese in Valle d'Aosta e il tedesco nella Valle di Gressoney (oltre al francese), e quindi di un ateneo per formare gli insegnanti valdostani.
Lo statuto d'ateneo stabilisce che organo di governo per la gestione amministrativa, finanziaria, economico-patrimoniale è il Consiglio dell'università, la funzione di presidente del quale è ricoperta dal presidente della Regione autonoma Valle d'Aosta. Il rettore rappresenta l'università nelle sedi accademiche e della ricerca scientifica e presiede il Senato accademico.

## Struttura
L'università è organizzata nei seguenti dipartimenti:
- Dipartimento di Scienze Economiche e Politiche

- Dipartimento di Scienze Umane e Sociali

### Ricerca
Presso l'università della Valle d'Aosta sono attivi i seguenti centri di ricerca:
- Il Centro Transfrontaliero sul Turismo e l'Economia di Montagna (CT-TEM)
- Il Groupe de Recherche en Éducation à l'Environnement et à la Nature (GREEN),volto a promuovere e realizzare attività di studio, ricerca, formazione e divulgazione scientifico-culturale sui temi dell'educazione alla natura, della pedagogia dell'ambiente, dell'ecologia affettiva e dell'ecopsicologia.

### Biblioteca
La Biblioteca di Ateneo si trova al piano terra della sede di Strada Cappuccini 2/A.

### Campus
Dagli anni 2000, l'Università ha voluto individuare un'area in cui concentrare le proprie attività didattiche. L'occasione di costruire un campus si è presentata nel momento in cui, a livello regionale, si è deciso di riqualificare l'area occupata dall'ex caserma Testafochi.
Il progetto del campus è stato affidato all'architetto Mario Cucinella nel 2010. La costruzione del primo lotto del campus ha avuto avvio nel 2013, ma la data di conclusione dei lavori, inizialmente prevista nel 2018, è stata più volte posticipata a causa dell'aumento del costo dell'opera e di problematiche amministrative. Il progetto originario prevedeva la costruzione di tre nuovi edifici e il recupero di due già esistenti, che avrebbero dovuto ospitare la biblioteca dell'ateneo e il rettorato universitario.
Il primo dei quattro lotti in progetto ha previsto la demolizione della ex caserma Zerboglio e la realizzazione di uno dei due edifici per lo svolgimento della didattica.
Gli edifici, completati e arredati nel corso del 2023, sono stati ufficialmente consegnati all'università il 13 dicembre 2023, in modo da consentire le opere di aggiornamento della dotazione tecnologica resesi necessarie.
Nel luglio 2024 si è deciso di intitolare come Jardin de l'Autonomie il parco antistante la nuova sede universitaria.
L'inaugurazione si è tenuta alla presenza del Presidente della Repubblica Sergio Mattarella il 7 settembre 2024.

## Rettori
- Emanuele Maria Carluccio (2001-2003)[15]
- Pietro Passerin d'Entrèves (2003-2011)[15]
- Fabrizio Cassella (2011-2019)[15]
- Maria Grazia Monaci (2019-2023)[15][16]
- Manuela Ceretta (2023-in carica)[15][17]

## Controversie giuridiche
A partire dal 2013 alcuni docenti dell'ateneo sono stati coinvolti in un'inchiesta della Procura della Repubblica di Bari denominata Do ut des riguardante presunte irregolarità nei concorsi pubblici per professori ordinari. L'indagine ha riguardato complessivamente 35 docenti afferenti a vari atenei: l'Università degli Studi di Bari Aldo Moro, l'Università degli Studi di Sassari, l'Università degli Studi di Milano-Bicocca, la Libera Università Mediterranea, l'Università degli Studi di Trento, l'Università degli Studi Roma Tre e l'Università Europea di Roma. L'indagine si è chiusa nel 2019. Dopo un primo grado di giudizio più variegato raggiunto nel 2021, la corte d'appello ha assolto tutti gli imputati nel 2023.